# Васлуйська битва
Васлуйська битва (рум. Bătălia de la Vaslui) — битва між військами Молдавського князівства на чолі зі Штефаном III з одного боку та Османської імперії на чолі із Хадимом Сулейманом-пашею — з іншого. Відбулася 10 січня 1475 року поблизу міста Васлуй (сучасна Румунія, неподалік кордону з Молдовою) та закінчилася перемогою молдавських військ.

## Передумови
Від 1456 року, коли господарем Молдавії був Петру III Арон, князівство платило Османській імперії щорічну данину в розмірі 2000 монет золотом.
1470 року господар Штефан III відмовився платити османам данину. Відносини між двома державами тоді загострилися. Водночас зіткнулися інтереси Молдавії та союзної османам Волощини щодо Південної Бессарабії (Буджаку).
1473 року Штефан III повалив союзного османам господаря Волощини Раду III. На престол він посадив лояльного Басараба III. Проте згодом він перейшов на бік османів.

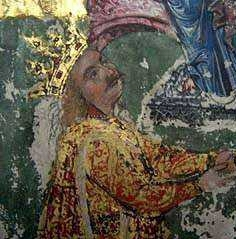
Штефан III Великий
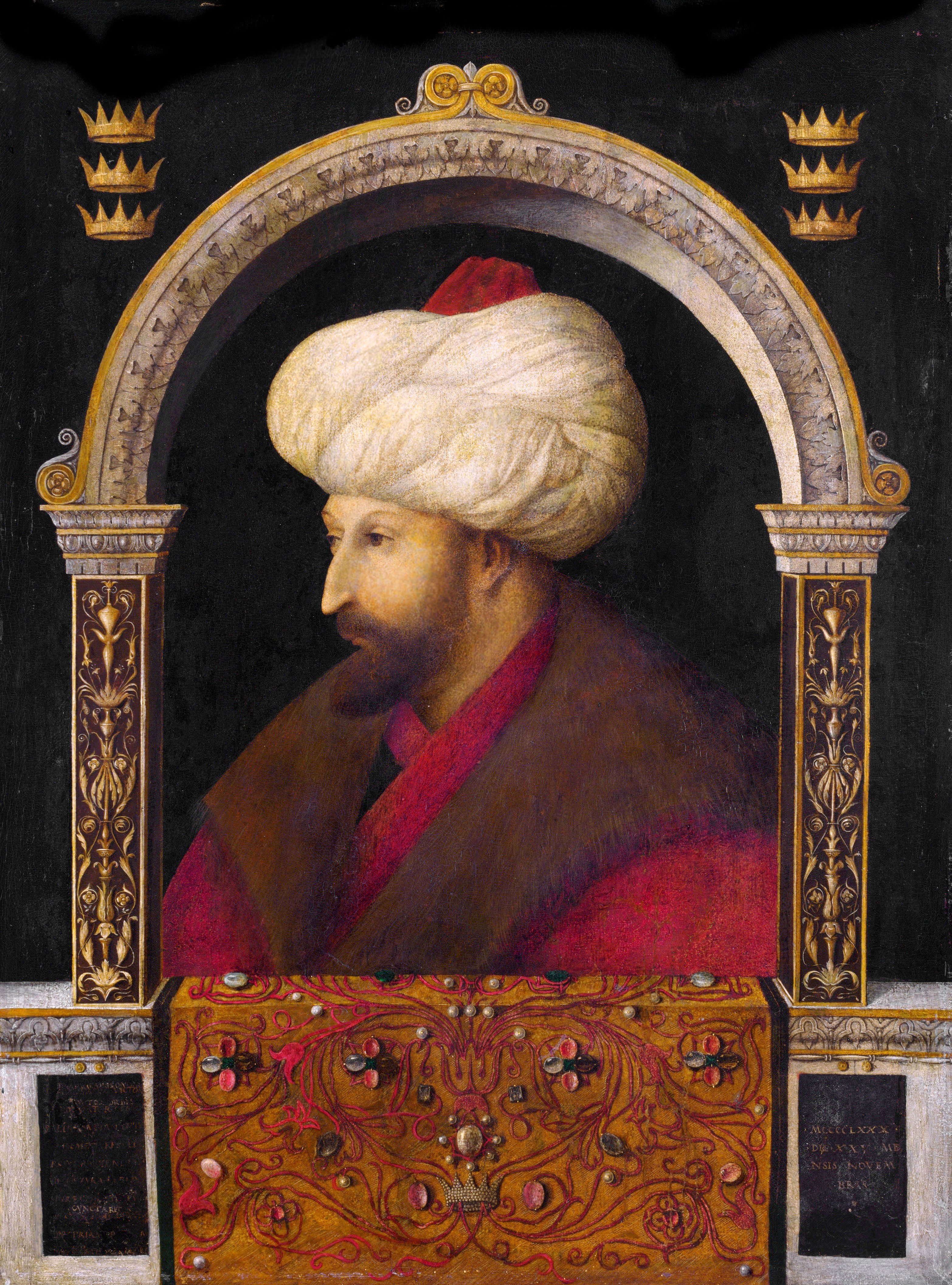
Мехмед II Фатіх
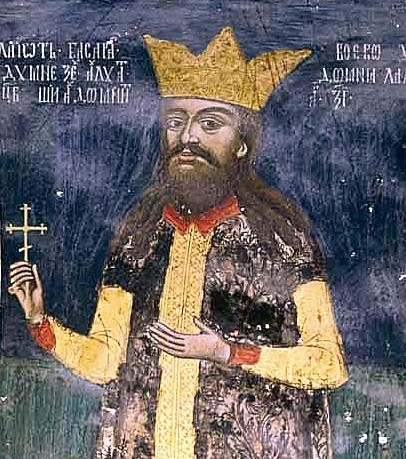
Басараб III Старий

## Сили сторін
Турки-османи змогли зібрати сили розміром від 60 до 100 тисяч осіб. На їхньому боці виступили 17 тисяч волохів та 20 тисяч болгар. Очолював військо бейлербей Румелії Хадим Сулейман-паша.
Господар Штефан III зібрав у своїх володіннях 40 тисяч молдаван та 5 тисяч секеїв. Він розраховував на підтримку з боку католицького світу, зокрема, Папи Римського, проте йому надіслали допомогу лише Угорщина (1800 осіб) та Польща (2000 осіб), що все одно не рівнялося із силами османів. Крім того, молдавське військо мало 20 гармат.

## Хід битви

План битви

10 січня 1475 року відбулася вирішальна битва поблизу міста Васлуй на території Молдавського князівства (нині — Румунія), за 200 км від столиці держави, міста Сучава, біля злиття річок Ракова та Бирлад. Війська противників зустрілися на так званому «Високому мосту» (рум. Podul înalt).
Незважаючи на чисельну перевагу османів, погане забезпечення молдавського війська, яке переважно складалося із простолюдинів-добровольців, молдавани добре знали особливості місцевості, завдяки чому змогли перемогти битву.
Напередодні бою Штефан III наказав спалити навколишні поля, що завадило турецькій кінноті, яка була силою, якою османи вирішували свої битви на власну користь. Крім того, у день битви на поле бою опустився туман.
Скориставшись туманом, молдавський господар направив у розвідку невеликий загін вершників на висоту біля річки Бирлад. Підійшовши до турецького табору, вони створили шум, через що османи подумали, нібито їхній ворог знаходиться позаду їхнього табору. Через те, що ця місцевість була вкрита струмками, та через туман османський наступ був невдалим та погано координованим. Тим часом основні сили на чолі зі Штефаном III також почали наступ і вдарили в турецький табір. Османське військо було охоплене панікою, через що і зазнало поразки.
Османи зазнали у битві значних втрат. Багато їхніх вояків, у тому числі яничар, були взяті в полон та страчені.

## Наслідки
Перемога Молдавії у битві при Васлуї була неочікуваною. З нагоди цього Папа Сікст IV назвав Штефана III «захисником християнської віри».
Після перемоги господар Молдавії намагався організувати велику міжнародну коаліцію проти турків. Проте наступного 1476 року Штефан III зазнав поразки від військ Мехмеда II в битві у Білій Долині. Після ряду пізніших кампаній, 1486 року Штефан III підписав із султаном Баязидом II угоду про сплату йому данини. 1512 року Молдавія остаточно стала васалом Османської імперії.